# Madhuca krabiensis
Madhuca krabiensis är en tvåhjärtbladig växtart som först beskrevs av André Aubréville, och fick sitt nu gällande namn av Pranom Chantaranothai. Madhuca krabiensis ingår i släktet Madhuca och familjen Sapotaceae. Inga underarter finns listade i Catalogue of Life.